# Chiloe (geslacht)
Chiloe is een geslacht van vliesvleugeligen uit de familie Rotoitidae. De wetenschappelijke naam van dit geslacht is voor het eerst geldig gepubliceerd in 2000 door Gibson & Huber.

## Soorten
Het geslacht Chiloe is monotypisch en omvat slechts de volgende soort:
- Chiloe micropteron Gibson & Huber, 2000